# Alan Cumming (athlétisme)
Pour les articles homonymes, voir Cumming.
Cet article concerne un athlète. Pour l'acteur, voir Alan Cumming.
Alan Cumming (né le 21 mars 1996) est un athlète sud-africain, spécialiste du lancer du marteau.

## Biographie
En 2021 il remporte les Championnats d'Afrique du Sud au lancer du marteau, tandis que sa sœur Marga remporte l'épreuve féminine. En 2022 il conserve son titre.
Sixième des championnats d'Afrique de 2018 à Asaba, il décroche la médaille d'or en 2022 à Saint-Pierre.

### Palmarès
| Date | Compétition            | Lieu         | Résultat | Marque  |
| ---- | ---------------------- | ------------ | -------- | ------- |
| 2018 | Championnats d'Afrique | Asaba        | 6e       | 67,37 m |
| 2022 | Championnats d'Afrique | Saint-Pierre | 1er      | 69,13 m |
| 2024 | Jeux africains         | Accra        | 3e       | 67,57 m |
| 2024 | Championnats d'Afrique | Douala       | 3e       | 69,43 m |

#### National
- 2 titres : 2021, 2022

### Records
| Épreuve           | Performance | Lieu          | Date       |
| ----------------- | ----------- | ------------- | ---------- |
| Lancer du marteau | 73,00 m     | Potchefstroom | 6 mai 2021 |